# Родриго Бентанкур
Родриго Бентанкур Колман (шп. Rodrigo Bentancur Colmán; Нуева Елвесија, 25. јун 1997) професионални је уругвајски фудбалер који игра у средини терена на позицији централног везног играча. Тренутно наступа за Тотенхем хотспер и репрезентацију Уругваја.

## Клупска каријера
Бентанкур је почео са тренирањем фудбала у фудбалској академији Боке јуниорс из Буенос Аиреса, аргентинског клуба у чијем дресу је и дебитовао као професионалац у утакмици Копа либертадорес против Монтевидео вондерерса играној 9. априла 2015. године. Три дана касније одиграо је и први меч у првенству Аргентине против екипе Нуева Чикаго. Већ током прве професионалне сезоне одиграо је 25 утакмица за Боку, а освојена је и титула првака Аргентине.
У лето 2017. Бентанкур прелази у редове италијанског Јувентуса са којим потписује петогодишњи уговор вредан 10,5 милиона евра. Прву утакмицу у дресу Јувентуса одиграо је 26. августа 2017. против Ђенове у Серији А, а две недеље касније одиграо је и први меч Лиге шампиона против Барселоне. Током прве сезоне у Јувентусу Бентанкур је одиграо укупно 27 утакмица у свим такмичењима, а освојена је и „дупла круна” у првенству и купу Италије.

## Репрезентативна каријера
Бентанкур је играо за младу репрезентацију Уругваја (играчи старости до 20 година) на континенталном првенству 2017. у Еквадору када су „Уруси” освојили златну медаљу.
За сениорску репрезентацију Уругваја дебитовао је 5. октобра 2017. у утакмици квалификација за СП 2018. против Венецуеле. Пет дана касније играо је и у квалификационом мечу против Боливије у Монтевидеу. 
Селектор Оскар Табарез уврстио је Бентанкура на списак репрезентативаца за Светско првенство 2018. у Русији, где је дебитовао као стартер већ на првој утакмици свог тима против Египта играној 15. јуна 2018. године.

## Успеси

### Клупски
Бока јуниорс
- Првенство Аргентине: 2015/16, 2016/17.
- Куп Аргентине: 2014/15.

Јувентус
- Првенство Италије: 2017/18, 2018/19, 2019/20.
- Куп Италије: 2017/18, 2020/21.
- Суперкуп Италије: 2018, 2020.

Тотенхем хотспер
- УЕФА Лига Европе: 2024/25.

### Репрезентативни
Уругвај
- Шампион Јужне Америке 2017. са У20 репрезентацијом
- Копа Америка:  2024.